# Elettrotreno MP 55
L'elettrotreno MP 55 (da Metro Pneu 1955) costituisce la seconda generazione di convogli ferroviari metropolitani su pneumatici commissionati dalla RATP per la metropolitana di Parigi dopo il MP 51. Hanno circolato dal 1956 al 1999 sulla linea 11.

## Storia

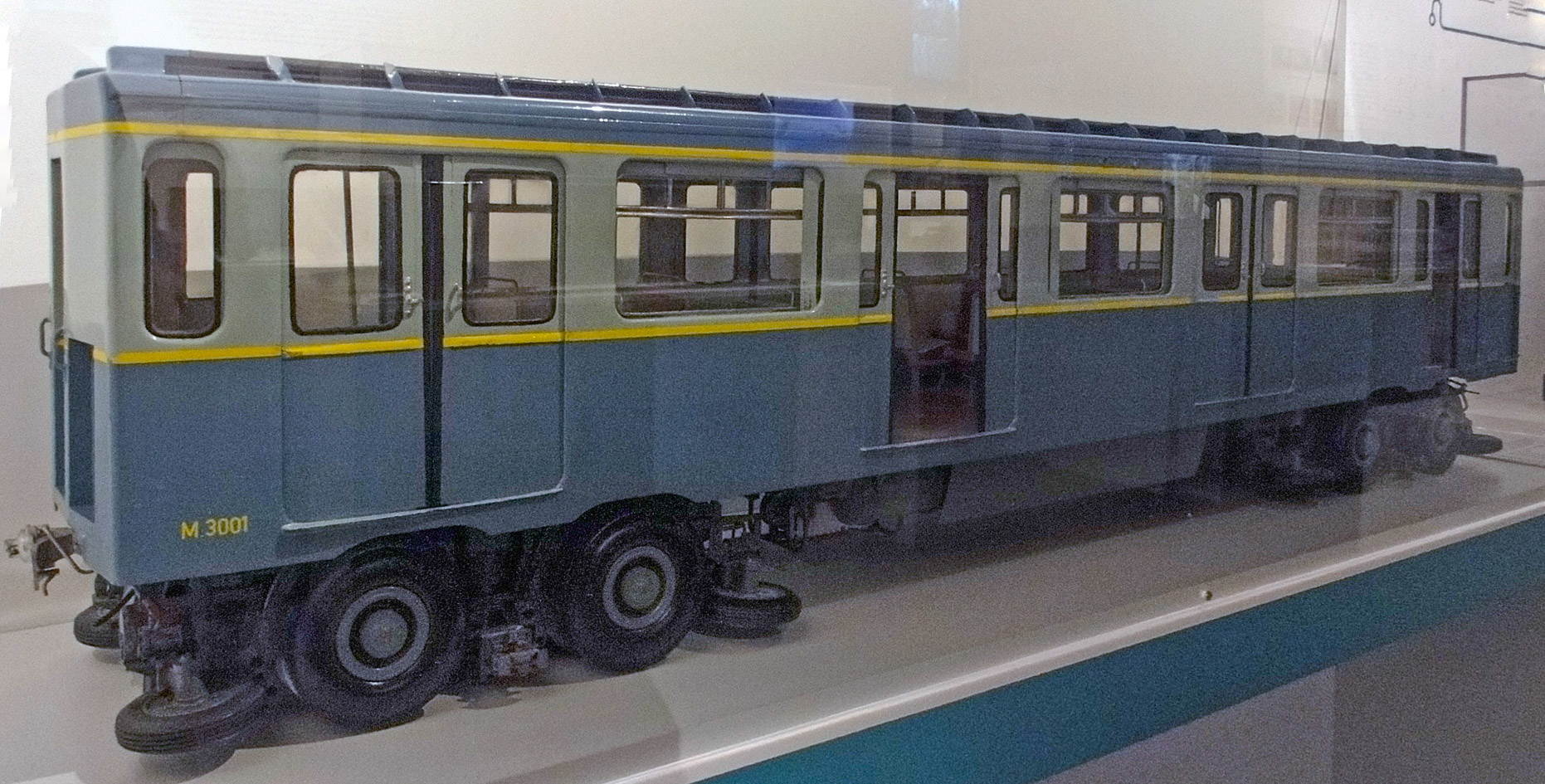
Modellino di una carrozza MP 55.

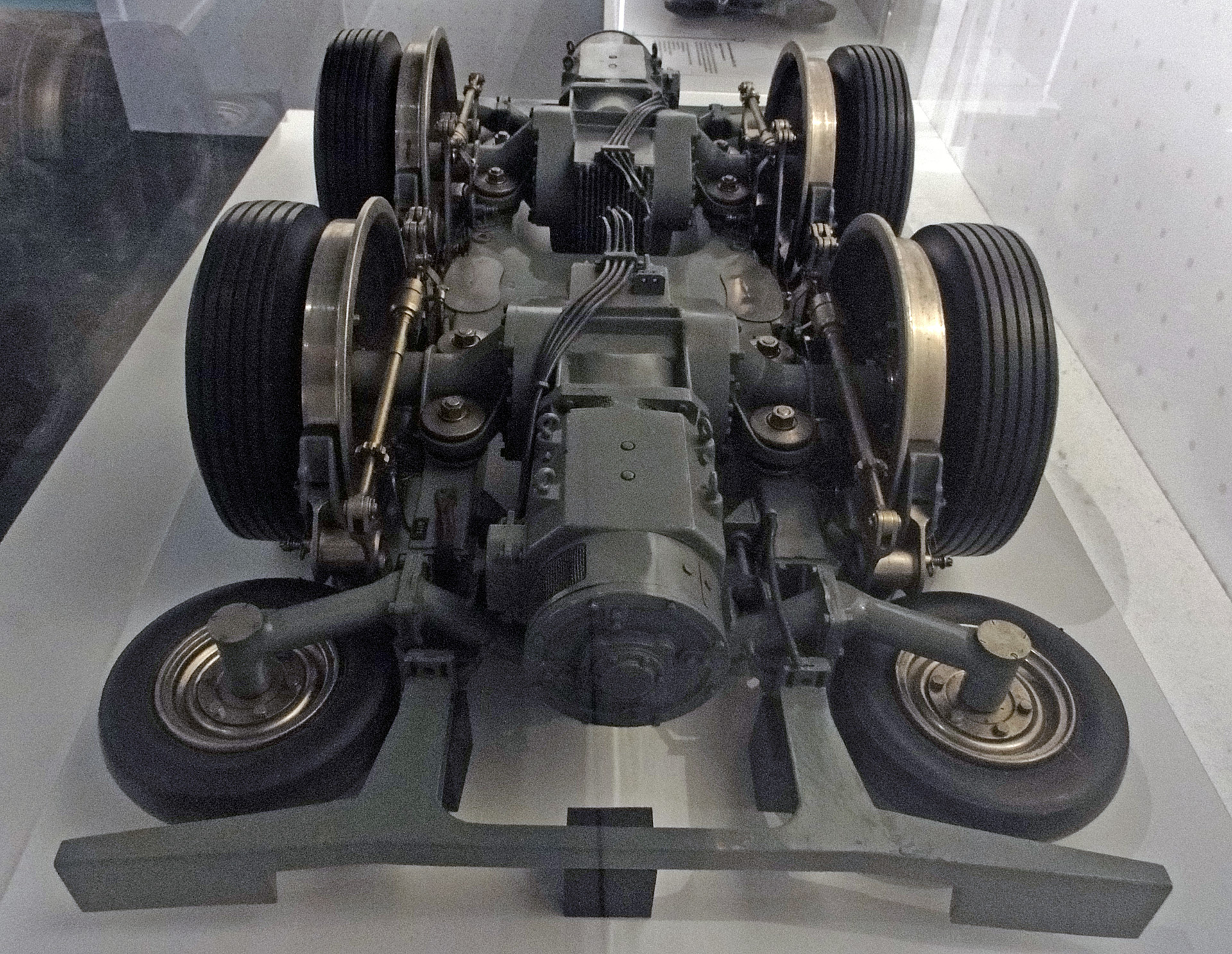
Carrello di un MP 55.

Dopo le soddisfacenti prove condotte con il treno MP 51, primo prototipo di convoglio a pneumatici, sperimentato dal 13 aprile 1952 al 31 maggio 1956, la RATP, nella seduta del consiglio d'amministrazione del 30 aprile 1954, decise di prenotare 71 veicoli di nuova generazione, allo scopo di convertire a questa nuova tecnologia un'intera linea del metrò. La scelta cadde, per il suo tracciato tortuoso e il profilo difficile (presenta salite del 40‰), sulla linea 11.
La commissione, che specificava una richiesta di convogli a quattro carrozze di cui tre motrici, passata il 15 dicembre 1954, fu così ripartita:
- 30 motrici furono appaltate alla Renault, di cui 20 con posto guida e 10 senza;
- 24 motrici furono appaltate alla Brissonneau et Lotz, di cui 16 con posto guida e 8 senza;
- 17 rimorchi, di cui 10 commissionati alla Renault e sette alla Brissonneau et Lotz.

Ad esse furono attribuite queste matricole:
- M.3001 - M.3036, di cui M.3035 e M.3036 erano motrici di riserva;
- N.4001 - N.4018, di cui N.4018 era ugualmente una motrice di riserva;
- AB.5501 - AB.5517.

I 17 treni hanno circolato in convogli a quattro carrozze (esempio di assortimento: M.3001-N.4001-AB.5501-M.3002), essendo il deposito che le ospitava troppo piccolo per farne di più lunghi, un problema ancora d'attualità nel 2012.
Il primo treno fu consegnato il 1º ottobre 1956 ed entrò in servizio l'8 novembre dopo alcuni test. Ad ottobre 1957 tutti e 17 i convogli erano in servizio. Nel 1977, i treni hanno subìto una modernizzazione, con l'introduzione di illuminazione a tubi al neon e nuovi sedili tipo quelli del treno MP 73, oltre ad una nuova livrea blu scura. Gli MP 55 furono i soli treni insieme agli MA 51 a non ricevere la nuova livrea RATP (bianco-verde giada) nel 1992, essendo ormai prossimi alla pensione. Fu mantenuto anche il vecchio logo aziendale.
Il ritiro di questi materiali partì nel 1982. Con l'arrivo dei nuovi MP 89 sulla linea 1 i treni MP 59 rinnovati furono spostati sulla linea 4, poi pure sulla linea 11, proprio per sostituire i MP 55. L'ultimo convoglio (nº 5503) fu ritirato nel gennaio 1999.
A differenza degli Sprague-Thomson, nessun convoglio MP 55 è stato conservato integro. Sopravvivono solo quattro vagoni: gli AB.5517 e M.3011 sono conservati dalla RATP, la motrice M.3030 appartiene a un collezionista e la M.3001 si trova al museo Renault.

## Caratteristiche

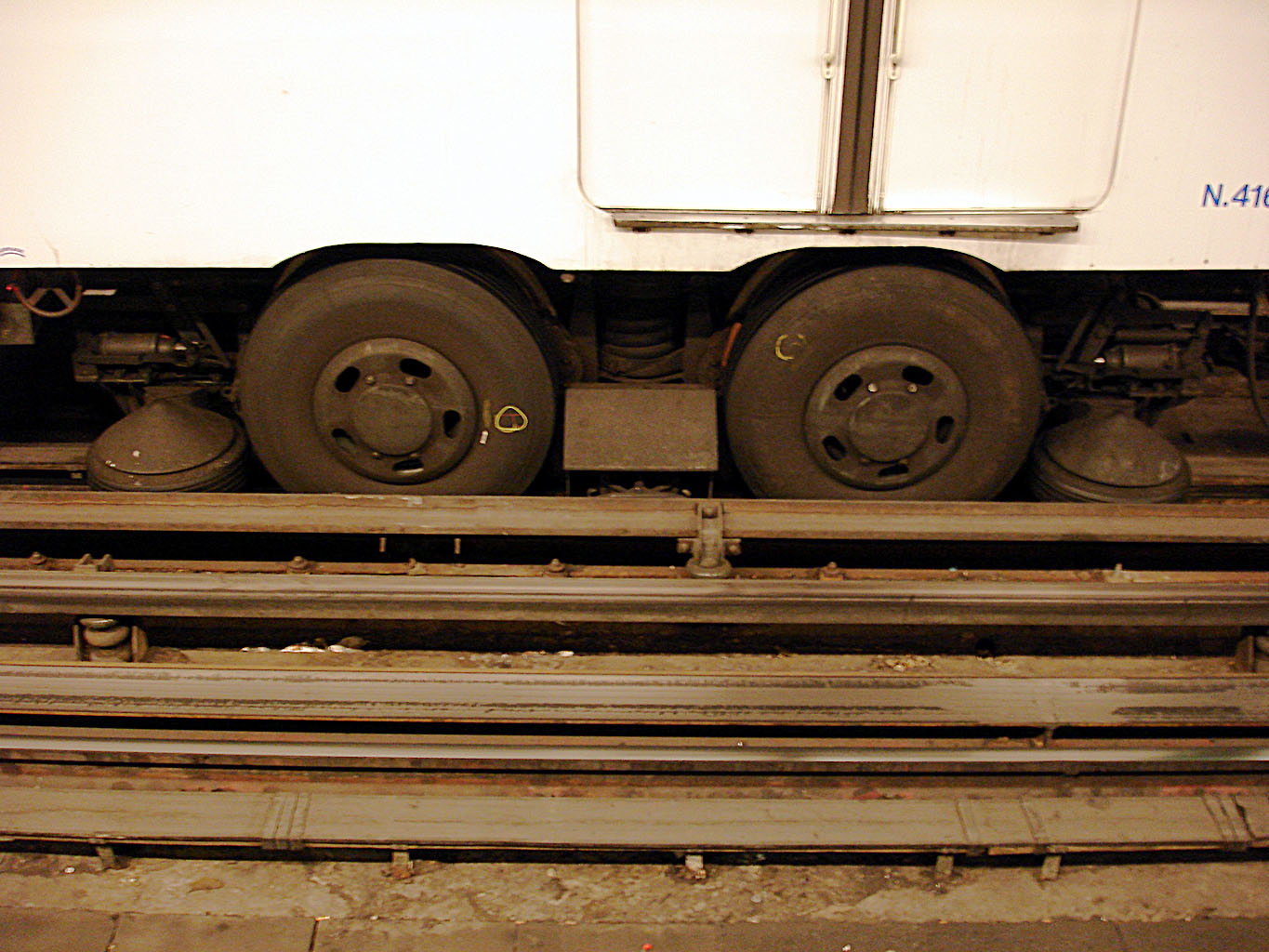
Carrello di un MP 59, successore del MP 55 sulla linea 11.

I convogli MP 55 si compongono di quattro vetture: una motrice con posto guida (M), una motrice senza posto guida (N), un rimorchio misto di prima e seconda classe (AB) e una seconda motrice con posto guida (M). Le motrici sono lunghe 15,40 m e i rimorchi 14,80 m. Le casse sono in acciaio, con quattro porte per lato, apribili elettricamente dai passeggeri agendo su una maniglia e a chiusura automatica.
Le motrici dispongono di quattro motori elettrici a 90 cavalli, di produzione Alsthom o Compagnie Électro-Mécanique. La trazione è di due tipi, o a controllo elettro-pneumatico (CEM) o ad alberi a camme controllati elettricamente (JH). L'accelerazione massima è di 1,30 m/s, limitata per il comfort dei passeggeri. I freni sono elettro-pneumatici e con forza regolabile.
I treni furono equipaggiati di controllo remoto dal 1965 al 1967, poi nel 1975 di telefono..